# Чорна вдова (Marvel Comics)
Чорна вдова (англ. Black Widow) — позивний декількох вигаданих персонажів, що фігурують в американських коміксах видавництва Marvel Comics. Більшість цих «вдів» перебувають в загальному всесвіті Marvel.

## Клер Воянт
Клер Воянт — перший жіночий головний герой коміксів з надздібностями. Створена письменником Джорджем Капітаном і художником Гаррі Сайле, вона вперше з'явилася в серії «Mystic Comics»#4 (серпень 1940 року). Клер вбиває лиходіїв, щоб віддати їх душі Сатані, своєму панові. Цей персонаж не має ніякого стосунку до пізніших супергероїнь Marvel Comics, які взяли собі цей позивний, однак, саме Клер Воянт умовно вважається першою Чорною вдовою.

## Наташа Романова
Наташа Романова — перший персонаж, що офіційно взяв позивний «Чорна вдова» в сучасну еру коміксів Marvel. Створена редактором і сценаристом Стеном Лі, сценаристом Доном Ріко і художником Доном Хеком, Романова перше з'явилася в коміксі «Тривожні історії»#52 (Квітень 1964 року). Героїня пеербувала в декількох супергеройських командах і організаціях всесвіту Marvel таких, як Месник, Захисник, Чемпіон, «Щ.И.Т.» і Громовержець. Наташа Романова фігурувала в багатьох фільмах, телесеріалах і книгах; у виконанні Скарлетт Йоханссон героїня з'являлася у фільмах кіновсесвіту Marvel «Залізна Людина 2» (2010), «Месник» (2012), «Перший месник: Інша війна» (2014), «Месники: Ера Альтрона» (2015), «Перший месник: Протистояння» (2016), «Месники: Війна нескінченності» (2018), «Месники: Фінал»(2019) і «Чорна вдова» (2021).

## Олена Бєлова
Олена Бєлова — другий персонаж, що офіційно взяв позивний «Чорна вдова» в сучасну еру коміксів. Вона мигцем з'явилася в коміксі «Не-люди. Частина 2» #5 (березень 1999 року), а цілком дебютувала в міні-серії коміксів «Чорна вдова» лінійки «лицарі Marvel» 1999 року. Друга мінісерія, також названа «Чорна вдова», за участю Наташі Романофф і Шибайголови, вийшла в 2001 році. У 2002 році Олена Бєлова отримала сольну мінісерію коміксів, названу «Чорна вдова: блідий Павучок» і створену для дорослої аудиторії коміксів Marvel MAX. Коміксна арка, що виходила з червня по серпень 2002 року, була створена письменником Грегом Рука і художником Ігорем Кордеєм. Ця історія стала спогадом Бєлової про події, що перетворили її на нову Чорну вдову до коміксу про не-людей. Флоренс П'ю виконає роль Олени Бєлової в майбутньому фільмі Кіновсесвіту Marvel «Чорна вдова».

## Версії персонажа з альтернативних всесвітів

### Моніка Чанг
Моніка Чанг-Ф'юрі — другий персонаж, який взяв позивний «Чорна вдова» в серії коміксів Ultimate Marvel, починаючи з коміксу «Ultimate Comics: Avengers» #3.

### Джессіка Дрю
Альтернативна версія Джессіки Дрю — жіночий клон Пітера Паркера, який взяв псевдонім «Чорна вдова».

### Чорна вдова 2099
В футуристичних лінійці коміксів «Marvel 2099» Чорною вдовою стала афро-американська жінка Таня. За наказом корпорації «Алхемакс» вона діє з 2099 року. Подібно павукам чорним вдовам Таня буквально з'їдає своїх партнерів після статевого контакту.

### Дотті Андервуд
У телесеріалі «Агент Картер» з'являється героїня Дотті Андервуд (у виконанні Бріджит Ріган), попередниця Чорної вдови в 1946 році і оперативник організації «Левіафан».